# Cliff DeYoung
Clifford Tobin DeYoung (12 de febrero de 1945) es un actor y músico. Nació en Los Ángeles, California y asistió a la Universidad Estatal de California.

## Biografía
Antes de su carrera como actor, él era el cantante principal del grupo de rock de 1960 La luz clara, que juega con los más famosos artistas como The Doors , Jimi Hendrix y Janis Joplin. Más tarde la banda se separó y De Young protagonizó en el Broadway producción de pelo y los premios Tony , ganador Sticks and Bones. 
Después de cuatro años en Nueva York De Young se mudó a California para protagonizar la película de televisión de sol (1973) acerca de una joven madre, que muere de cáncer, y con las canciones de John Denver. Hubo también una serie de corta duración de televisión basada en la película. La canción "My Sweet Lady" de la película alcanzó el # 17 en el Hot 100 Billboard Pop Chart en 1974. A continuación, Sol de Navidad, fue producido en 1977.
Desde entonces, DeYoung ha aparecido en más de 80 películas y series de televisión, entre ellos Harry y Tonto (1974), Una interminable angustia (1977), Centenario (1978), el tratamiento de choque , el 1981 secuela de The Rocky Horror Picture Show , donde jugó dos caracteres individuales y cantó a dúo con él mismo, y  El vuelo del navegante (1986) como el padre de David, Bill. Blue Collar (película) (1978) como un agente del FBI. También en la década de 1980 hizo una aparición especial en él ha escrito un crimen , al igual que el actor Navigator compañero Joey Cramer . En la película de 1989 sobre la Guerra Civil Glory, DeYoung jugó el polémico Unión coronel James Montgomery , que, fue tratado en la película como ligeramente racista igual que en la realidad. 
Otros proyectos, en los que ha participado desde entonces, incluyen las películas Suicide Kings (1997), Last Flight Out (2004) y Llamarada solar (2008). Todavía hoy es activo como actor de cine y de televisión. Fue actor invitado en Star Trek: Deep Space Nine (en el "episodio Vortex "), como reportero Chuck DePalma en cuatro episodios de JAG y como secuestrador de Amber Ashby, John Bonacheck, en The Young and the Restless en 2007. También apareció como actor invitado en otras series. En el 2010, apareció en DeYoung Monte Hellman thriller romántico independiente 's Camino a ninguna parte.
Está casado con Gypsi DeYoung y tienen una hija.

## Filmografía (parcial)
- 1974: Harry y Tonto (Harry and Tonto)
- 1976: The Lindbergh Kidnapping Case
- 1977: Una interminable angustia (The 3000 Mile Chase)
- 1978: Blue Collar
- 1981: Shock Treatment
- 1984: Protocolo (Protocol)
- 1986: El vuelo del navegante (Flight of the Navigator)
- 1986: F/X, efectos mortales (F/X)
- 1986: el Héroe en la familia.
- 1987: Nombre clave: Dancer (Her Secret Life)
- 1989: Tiempos de gloria (Glory)
- 1993: Víctima indefensa (Precious Victims)
- 1993: Tommyknockers (The Tommyknockers, miniserie)
- 1997: Suicide Kings
- 2004: Last Flight Out
- 2006: Cazados (The Hunt)
- 2008: Llamarada solar (Solar Flare)
- 2010: Road to Nowhere